# Monopson
Monopson (din greacă monos = singur + opsônein = a se aproviziona, prin franceză monopsone) este un termen economic care desemnează o structură a pieței cu concurență imperfectă, în cadrul căreia există un singur cumpărător pentru un anumit bun și mulți vânzători pentru acel bun.
Concret, o firmă sau întreprindere unică cumpără cea mai mare parte a unei anumite mărfi sau a unui anumit bun, marfă care este furnizată de mai mulți producători sau ofertanți. 
Un monopson este forma extremă a unui oligopson, care din perspectiva cererii, stabilește prețul pe piață, deoarece, fiind singur, acesta poate impune condițiile care să-i defavorizeze pe producători sau vânzători .
Pentru a putea fi categorisită ca monopson, respectiva societate comercială trebuie să nu fie concurată de alți cumpărători autohtoni sau străini, produsul trebuie să fie omogen și să nu poată fi substituit, cel puțin pentru o perioadă de timp. Situațiile în care un număr mare de ofertanți se confruntă cu un singur cumpărător este uzuală pentru producătorii de echipamente militare, nave, avioane etc..

## Tipologie
Monopsonul anulează concurența economică în sfera cererii dar o menține în sfera ofertei (diametral opus comparativ cu monopolul). Din acest punct de vedere, monopsomurile se pot clasifica din două puncte de vedere:
- monopson productiv, care cumpără forța de muncă la preț de monopson și vinde bunurile obținute la preț de concurență perfectă. Această situație se poate produce atât în cazul existenței pe piață a unui singur cumpărător de forță de muncă, care controlează piața muncii la nivelul unei zone sau pentru o ocupație dată, cât și atunci când lucrătorii au percepții diferite privind firmele care oferă locuri de muncă în legătură cu aspecte non-salariale ale angajării (proximitate, climatul de muncă etc.).
- monopson comercial, care cumpără bunurile la preț de monopson și le vinde la preț de concurență perfectă.

## Apariția
Monopsonul apare ca rezultat al:
- specializării extreme.
- sindicalizării (îndeosebi pe piața forței de muncă dar și în domeniul creditului bancar sau în alte domenii).

## Efecte negative
În cazul existenței, într-o anumită zonă, a unui singur cumpărător de îngrijiri de sănătate, există pericolul ca acesta să nu fie suficient de motivat pentru a face o cumpărare eficace, eficientă și de calitate de îngrijiri de sănătate, deoarece nu este în pericol ca asigurații să renunțe la serviciile lui și să opteze pentru o altă schemă de asigurare.